# Kawatake Mokuami
Kawatake Mokuami (河竹黙阿弥), né le 1er mars 1816 à Edo, mort le 22 janvier 1893, est un dramaturge japonais de kabuki connu comme l'un des trois plus grands hommes du théâtre. La première partie de son œuvre concerne l'occidentalisation du Japon (avant 1868) alors que la seconde concerne la restauration. Parfois surnommé le "poète des voleurs", Mokuami semble s'être intéressé aux mauvais garçons qui fréquentaient Yoshiwara (quartier des plaisirs).

## Biographie
Kawatake Mokuami, de son vrai nom Yoshimura Shinshichi, est rejeté par sa famille vers l'ầge de 14 ans pour sa vie dissolue. Il devient employé dans une librairie où il se passionne pour la poésie comique-satirique et les haïku. En 1835, il devient le disciple du dramaturge de kabuki Nanboku Tsuruya V et mémorise parfaitement les Kanjinchō, ce qui lui permet de devenir souffleur. En 1841, il devient auteur en second pour le théâtre Karawazaki-za  en 1841 puis auteur principal  en 1843.
L'année 1853 marquera un tournant décisif dans sa carrière avec la pièce de kabuki kyogen Miyakodori nagare no shiranami écrite pour Kodanji Ichikawa IV. Ses pièces sont consacrées principalement aux scènes de la vie populaire et aux transformations de la société en voie d'occidentalisation.  En 1881, il se retire officiellement de la vie de dramaturge.  

## Œuvres
- Jiraiya Gōketsu monogatari, 1852
- Tsuta Momiji Utsunoya Tōge 1853
- Shōchikubai Yuki no Akebono, 1856
- Ami Moyō Dōro no Kikukiri (Kozaru Shichinosuke), 1857
- Kosode Soga Azami no Ironui (Izayoi Seishin), 1859
- Jitsugetsusei Chūya no Oriwake (Ryūsei), 1859
- Sannin Kichisa Kuruwa no Hatsugai (Sannin Kichisa), 1860
- Kagamiyama Gonichi no Iwafuji, 1860
- Hachiman Matsuri Yomiya no Nigiwai (Chijimiya Shinsuke), 1860
- Sakura Sōshi Gonichi no Bundan, 1861
- Aoto Zōshi Hana no Nishikie (Shiranami Gonin Otoko), 1862
- Kanzen Chōaku Nozoki Garakuri, 1863
- Soga Moyō Tateshi no Goshozome, 1864
- Wakaba no Ume Ukina no Yokogushi (Kirare Otomi), 1864
- Koharunagi Okitsu Shiranami, (Kogitsune Reiza)
- Kichisama Mairu Yukari no Otozure, 1869
- Momoyama monogatari (ishin Katō), 1869
- Keian Taiheiki, 1870
- Renjishi, 1872
- Taiko no Oto Chiyū Sanryaku (Sakai no Taiko), 1873
- Tsuyu Kosode Mukashi Hachijō (Kamiyui Shinza), 1873
- Hyōryū Kidan Seiyō Kabuki, 1879
- Kumo ni Magou Ueno no Hatsuhana, 1881
- Ōsakazuki Shusen no Tsuwamono, 1881
- Youchi Soga Kariba no Akebono, 1881
- Tsuchi Gumo, 1881
- Kiwametsuki Banzui Chōbei, 1881
- Shima Chidori Tsuki no Shiranami, 1881
- Imayō Mochizuki (Mochizuki), 1882
- Medeshi Yanagi Midori no Matsumae, 1883
- Ibaraki, 1883
- Shin Sarayashiki Tsuki no Amagasa, 1883
- Hōjō Kudai Meika no Isaoshi, 1884
- Suitengū Megumi no Fukagawa, 1885
- Funa benkei, 1885
- Mekura Nagaya Ume-ga-Kagatobi, 1886
- Momijigari, 1887
- Modoribashi, 1890